# Liste der Bodendenkmäler in Ebersberg
Auf dieser Seite sind die Bodendenkmäler in der oberbayerischen Gemeinde Ebersberg zusammengestellt. Diese Tabelle ist eine Teilliste der Liste der Bodendenkmäler in Bayern. Grundlage ist die Bayerische Denkmalliste, die auf Basis des Bayerischen Denkmalschutzgesetzes vom 1. Oktober 1973 erstmals erstellt wurde und seither durch das Bayerische Landesamt für Denkmalpflege geführt wird. Die folgenden Angaben ersetzen nicht die rechtsverbindliche Auskunft der Denkmalschutzbehörde.

## Bodendenkmäler in Ebersberg
| Lage       | Objekt | Akten-Nr.     | Bild                                          |
| ---------- | --- | ------------- | --------------------------------------------- |
| (Standort) | Verebnete Grabhügel vorgeschichtlicher Zeitstellung. | D-1-7837-0076 |                                               |
| (Standort) | Grabhügel vorgeschichtlicher Zeitstellung. | D-1-7837-0179 |                                               |
| (Standort) | Grabhügel vorgeschichtlicher Zeitstellung. | D-1-7837-0187 |                                               |
| (Standort) | Grabhügel vorgeschichtlicher Zeitstellung. | D-1-7837-0191 |                                               |
| (Standort) | Verebnete Grabhügel vorgeschichtlicher Zeitstellung. | D-1-7837-0198 |                                               |
| (Standort) | Abgegangene Kirche des Mittelalters und der frühen Neuzeit („Pfarrkirche St. Valentin“)                                                                              | D-1-7937-0013 | Bodendenkmal: abgegangene Kirche St. Valentin |
| (Standort) | Abgegangene Grafenburg des frühen und hohen Mittelalters („Ebersberg“)                                                                                               | D-1-7937-0015 |                                               |
| (Standort) | Verebneter Ringwall des frühen Mittelalters („Egglburg“ bzw. „oppidum Eckilinpurc“) in Hinteregglburg                                                                | D-1-7937-0021 |                                               |
| (Standort) | Verebneter Grabhügel vorgeschichtlicher Zeitstellung. | D-1-7937-0079 |                                               |
| (Standort) | Untertägige mittelalterliche und frühneuzeitliche Befunde im Bereich der Kath. Filialkirche St. Margaretha in Haselbach.                                             | D-1-7937-0094 |                                               |
| (Standort) | Untertägige mittelalterliche und frühneuzeitliche Befunde im Bereich der Kath. Filialkirche St. Georg in Oberndorf und ihrer Vorgängerbauten bzw. älteren Bauphasen. | D-1-7937-0095 |                                               |
| (Standort) | Siedlung vor- und frühgeschichtlicher Zeitstellung. | D-1-7937-0104 |                                               |
| (Standort) | Reihengräberfeld des frühen Mittelalters. | D-1-7938-0002 |                                               |
| (Standort) | Körpergräber des frühen Mittelalters. | D-1-7938-0009 |                                               |
| (Standort) | Untertägige mittelalterliche und frühneuzeitliche Befunde im Bereich der Kath. Filialkirche St. Johannes d. T. in Englmeng und ihrer Vorgängerbauten.                | D-1-7938-0149 |                                               |
| (Standort) | Untertägige spätmittelalterliche und frühneuzeitliche Befunde im Bereich der Kath. Filialkirche St. Anna in Traxl.                                                   | D-1-7938-0151 |                                               |